# Spektrum der Wissenschaft
Spektrum der Wissenschaft (в перекладі з нім. — «спектр науки»; абревіатура: Spektrum, Spektrum Wiss., SdW) — щомісячний науково-популярний журнал. Видається однойменним видавництвом Spektrum der Wissenschaft у Гайдельберзі, підрозділом видавничої групи Springer Nature.
Журнал був заснований у 1978 році як німецькомовний відповідник американського науково-популярного журналу Scientific American, але з часом ставав все більш незалежним від американського оригіналу. Журнал вважає себе посередником між вузькоспеціалізованої науковою літературою та зацікавленою науково освіченою громадськістю.

## Зміст
«Spektrum der Wissenschaft» з наукової точки зору розглядає дослідницькі та наукові теми. Основна увага приділяється археології, астрономії, біології, хімії, наукам про Землю, інформаційним технологіям, математиці, медицині, неврології та фізиці.
На додаток до щомісячних випусків, через нерегулярні проміжки часу виходять спеціальні випуски, які стосуються певної теми та зазвичай збирають старіші статті для вторинної публікації. Нині існує чотири предметні галузі, кожній з яких присвячена спеціальна серія випусків: фізика-математика-технологія; археологія-історія-культура; біологія-медицина-нейронаука; психологія.
Щомісячний дочірній журнал Gehirn & Geist (в перекладі з нім. — «мозок і дух») присвячений темам психології, нейронауці та медицині. «Spektrum — Die Woche» виходить щотижня як суто онлайн-видання. З 2011 по 2014 рік як відгалуження журналу виходив «Spektrum neo», орієнтований на молодих читачів. Спеціальні випуски з тем археологія-історія-культура від січня 2020 виходять під новою назвою «Spektrum Geschichte».
Як і в «Scientific American», багато статей пишуть дослідники у відповідній галузі науки — зазвичай ті, хто сам брав участь у представлених у статті дослідженнях. Деякі статті були написані лауреатами Нобелівської премії. Більшість статей пишуть наукові журналісти. Деякі статті є німецькими перекладами з англомовного «Scientific American», інші написані спеціально для німецькомовного видання. Деякі тексти є перекладами журналістських статей з інших засобів масової інформації. Журнал містить і більш розважальні розділи: наприклад, «Математичні розмови», а віднедавна також науково-фантастичні оповідання.
Попри формальну незалежність німецького видання, в журналі досі переважають переклади американських авторів. Також збереглася основна концепція «Scientific American», що включає орієнтацію на серйозну науку, редакційну незалежність, ясність викладення та дозвіл залученим науковцям висловлювати власну думку.
«Spektrum der Wissenschaft» є частиною мережі наукових видань під егідою видавничої групи Nature Publishing Group, до якої також входить «Scientific American».

## Формат
Типовими є восьми- або шестисторінкові статті з широкоформатними або повносторінковими кольоровими ілюстраціями, подібні за оформленням до підручників з природничих наук.
Раніше щорічно видавався компакт-диск, який містив усі дванадцять випусків попереднього року у форматі PDF, а також повний зміст усіх томів. Більш ранні випуски журналу тепер доступні для завантаження.